# Análisis crítico del discurso
El Análisis crítico del discurso (ACD) o CDA (del inglés Critical Discourse Analysis) es una aproximación interdisciplinaria del estudio del discurso, entendido como cualquier manifestación lingüística. Generalmente se encarga de analizar cómo las relaciones sociales se establecen y potencian a través del uso del lenguaje. En este sentido, se diferencia del "Análisis del discurso" (DA; Discourse Analysis) en que analiza las relaciones de poder, asimetría, manipulación, explotación e inequidades estructurales entre interlocutores y su impacto en esferas de la sociedad como la educación y la política.

## Fundamentaciones y descripción
El análisis crítico del discurso se fundamenta en el acceso desigual a los recursos lingüísticos y sociales, recursos que son controlados por las instituciones. Los patrones de acceso al discurso y a los eventos comunicativos son un elemento esencial para el ACD. En términos de método, el ACD se puede describir por norma general como hiper- o supralingüístico, en el sentido de que los profesionales del ACD consideran el contexto discursivo de manera no restringida o el significado que existe más allá de las estructuras gramaticales. Esto incluye la consideración de los contextos político e incluso económico del uso de la lengua. Fairclough destaca que la lengua conecta con lo social por ser el dominio primario de la ideología y por ser tanto el interés principal como el lugar en que tienen lugar las luchas de poder” (1989: 15).
Con o sin la etiqueta de ACD, una de las aproximaciones críticas que han recibido mucho interés es el análisis de discurso y género (vea sexo), y cómo se reproduce la desigualdad entre mujeres y hombres en el discurso (vea, por ejemplo, Wodak, 1997, y Lazar, 2005).
Además de la teoría lingüística, una línea de este enfoque tiene su base en las teorías sociales — y la producción intelectual de Karl Marx, Antonio Gramsci, Louis Althusser, Jürgen Habermas, Michel Foucault, Stuart Hall y Pierre Bourdieu — de modo que se examina la ideología y las relaciones de poder puestas en juego en el discurso

## Figuras
Los libros de Norman Fairclough Language and Power (1989) y Critical Discourse Analysis (1995) articulan un marco tridimensional para el estudio del discurso, “donde el propósito es mapear tres formas separadas de análisis en una sola: el análisis de textos (hablados o escritos), el análisis de la práctica discursiva (procesos de producción, distribución y consumo de textos) y el análisis de los eventos discursivos como instancias de la práctica sociocultural” (1995: 2). 
Otra figura clave del ACD es la sociolingüista austriaca Ruth Wodak, ahora profesora en Lancaster (Inglaterra) y autora de muchos libros sobre temas tan diversos como discurso y género, antisemitismo, racismo, nacionalismo, el discurso de Bruselas, el discurso en las instituciones y las conversaciones entre madres e hijas. Su aproximación se llama "discursivo-histórica". En el año de 1994 ambos teóricos (Fairclough y Wodak)  resumieron los principios básicos del ACD en 8 puntos: 1.El ACD trata de problemas sociales. 2. Las relaciones de poder son discursivas. 3. El discurso constituye la sociedad y la cultura. 4. El discurso hace un trabajo ideológico. 5.El discurso es histórico. 6. El enlace entre el texto y la sociedad es mediato. 7. El análisis del discurso es interpretativo y explicativo. 8. El discurso es una forma de acción social. 
Después de sus trabajos anteriores en gramática del texto y la psicología del discurso, Teun van Dijk, analista del discurso neerlandés ahora trabajando en la Universidad Pompeu Fabra en Barcelona, y uno de los fundadores del ACD, empezó sus investigaciones en esta línea con un proyecto multidisciplinar sobre el racismo en las conversaciones, las noticias, los textos escolares y los discursos políticos. Sus trabajos de los últimos años analizan nociones claves del ACD como la ideología, el contexto y el conocimiento. Su aproximación "sociocognitiva" propone relacionar el discurso tanto con la sociedad como con la cognición. 
Theo van Leeuwen, australiano de origen neerlandés y ahora profesor en Sídney, es uno de los investigadores más originales en ACD, sobre todo por su análisis semiótico (parcialmente en cooperación con Günther Kress) de los discursos visuales y multimedia. También trabajó sobre la representación de los actores en el discurso, sobre música, textos escolares, e incluso sobre juguetes.
Los investigadores más notables en ACD son Ruth Wodak, Theo van Leeuwen,María Fernanda Villalba, Norman Fairclough, Paul Chilton, Teun van Dijk, Ian Parker, Carmen Rosa Caldas-Coulthard, Christina Schäffner, Roger Fowler, Gunther Kress, Mary Talbot, Siegfried Jäger, Robert Hodge y Luisa Martín Rojo.